# حفاظ على الأطفال

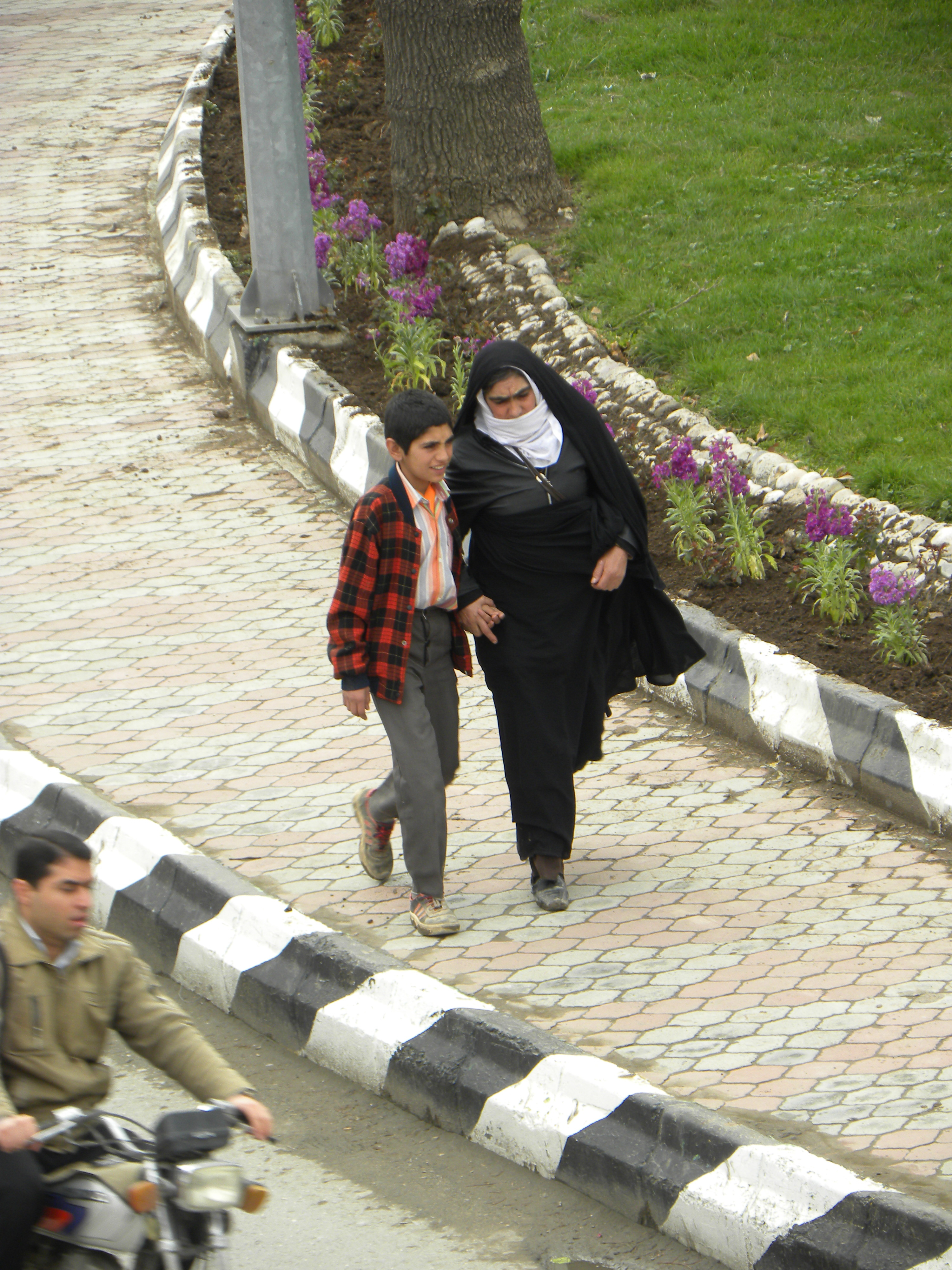
الأم الإيرانية مع ابنها

الحفاظ على الأطفال هو مفهوم تعريفي متعدد الأبعاد يتجاوز مفهوم حماية الطفل الأساسي ليدمج الأهداف الإضافية والمتمثلة في منع الإضرار بصحة الطفل ونموه، وضمان نشأة الأطفال في ظروف تتسق مع توفير الرعاية الآمنة والفعالة، فضلاً عن حمايتهم من سوء المعاملة.
وعرفت حكومة المملكة المتحدة مصطلح «الحفاظ على الأطفال» بأنه:
’عملية حماية الأطفال من الإساءة أو الإهمال، ومنع الإضرار بصحة الأطفال ونموهم، وضمان نشأتهم في ظروف تتسق مع توفير الرعاية الآمنة والفعالة التي تمكنهم من الحصول على أفضل فرص الحياة ودخول مرحلة البلوغ بنجاح.’
وقد تأثر هذا التحول من الحماية التقليدية للأطفال إلى نهج أكثر شمولاً بأول تقرير مشترك لكبار المفتشين حول الحفاظ على الأطفال (2002) وتحقيق فيكتوريا كليمبي (2003). وقد أضفى برنامج كل طفل مهم (Every Child Matters) الوارد في قانون الأطفال لعام 2004 صبغة رسمية على التغيرات في المنهج لتحوله إلى إطار تشريعي. ويهدف برنامج كل طفل مهم إلى تحسين نتائج الأطفال في 5 مجالات رئيسية؛ وهي التمتع بالصحة والأمان والاستمتاع والإنجاز والمساهمة الإيجابية وتحقيق الرفاهية الاقتصادية.
وللمساعدة في تحقيق هذا الهدف، قدم القانون عددًا من التغييرات المؤسسية بما في ذلك إلغاء لجان حماية الطفل الإقليمية التي كان يعد أداؤها ضعيفًا في بعض المناطق، كما ورد في تقرير عام 2002 المشترك لكبار المفتشين وتشكيل مجالس محلية متعددة الهيئات للحفاظ على الأطفال (LSCBs). وقد تشكلت هذه المجالس من ممثلين من الهيئات الشريكة المحلية مثل السكن والصحة والشرطة وخدمات الاختبار. واضطلعت المجالس المحلية متعددة الهيئات للحفاظ على الأطفال بتنسيق وظائف جميع الهيئات الشريكة فيما يتعلق بالحفاظ على الأطفال. حيث تنفذ المهمة، من بين أمور أخرى، عن طريق الاتفاق على مساهمة جميع الهيئات الأعضاء والبت في كيفية توزيع هذه الأموال المجمعة. بالإضافة إلى ذلك، فهي مسؤولة عن تكليف مراجعات الحالة الجادة المستقلة وتدريب موظفي الهيئة العضو على أفضل ممارسات الحفاظ على الأطفال. وقد فرض القانون أيضًا واجبًا على جميع الهيئات لاتخاذ الترتيبات اللازمة للحفاظ على رفاهيه الأطفال وتعزيز ذلك 
وفي عام 2006 أصدرت الحكومة توجيه «فلنعمل معًا للحفاظ على الأطفال» (Working Together to Safeguard Children)، والذي يحدد الطرق التي يجب أن تعمل بها المنظمات والأفراد معًا للحفاظ على رفاهية الأطفال وتعزيزها. وفي عام 2010، حل محله توجيه «فلنعمل معًا للحفاظ على الأطفال» (2010) الذي وسع التركيز على العمل المشترك بين الهيئات، وأخذ بعين الاعتبار توصيات تقرير اللورد ليمنج المرحلي لعام 2008 لحماية الأطفال في إنجلترا، والذي أشار إلى أنه من الضروري على المتخصصين الرئيسيين التعرف على الأطفال كأفراد.